# Chloroplast

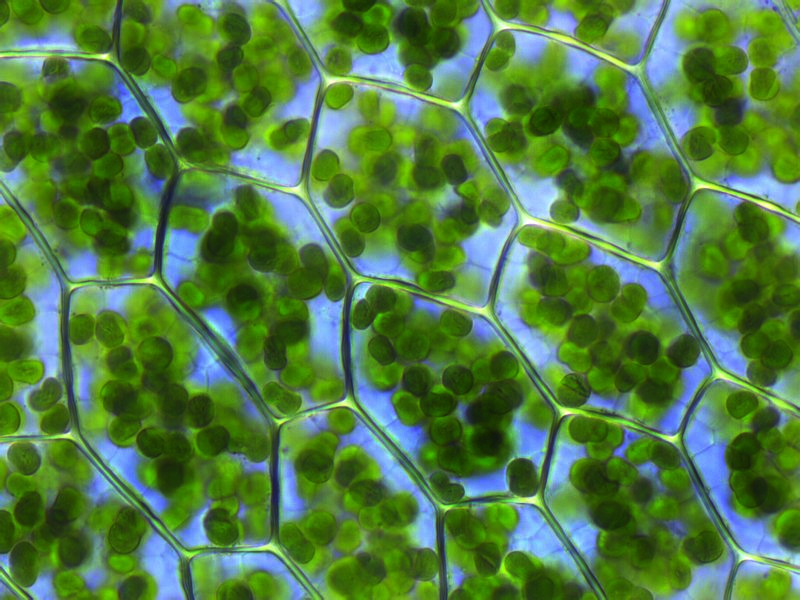
Bladschijfcellen met chloroplasten van het mos Plagomnium affine.

Chloroplasten (Oudgrieks: χλωρός, khlōrós, "groen" en πλαστός, plastós, "gevormd") of bladgroenkorrels, zijn groene plastiden, die voorkomen in de cellen van veel soorten planten, algen en bepaalde micro-organismen. In chloroplasten vindt de fotosynthese plaats. 
Evenals mitochondriën hebben chloroplasten eigen, ringvormig DNA.  Gespecialiseerde moleculaire eiwitcomplexen in chloroplasten vangen energie uit zonlicht op. Met de zonne-energie worden, uit water en koolstofdioxide, de chemische, covalente bindingen gevormd tussen de koolstof-, waterstof-, en zuurstofatomen die samen een glucosemolecuul vormen: de zonne-energie wordt omgezet in chemische energie. De chemische energie komt weer vrij tijdens de celademhaling, de verbranding van glucose in de cellen van de plant, alg of micro-organisme. 
Chloroplasten zijn daarnaast ook betrokken bij diverse andere ('voortgezette') assimilatieprocessen, waaronder de synthese, vanuit de gevormde glucose, van moleculen als vetzuren en aminozuren. Organismen die met behulp van energie uit zonlicht hun eigen biomoleculen, en daarmee vervolgens hun cellen en weefsels opbouwen, zijn foto-autotroof. De ontwikkeling en instandhouding van het leven op aarde kan, via verschillende voedselketens, rechtstreeks gerelateerd worden aan de biochemische processen die zich in de chloroplasten van autotrofe organismen voltrekken.
Chloroplasten komen voor in een grote verscheidenheid aan organismen. Vrijwel alle planten- en algencellen, en ook eencellige organismen zoals protisten, bezitten enkele tot honderden chloroplasten.

## Fotosynthese

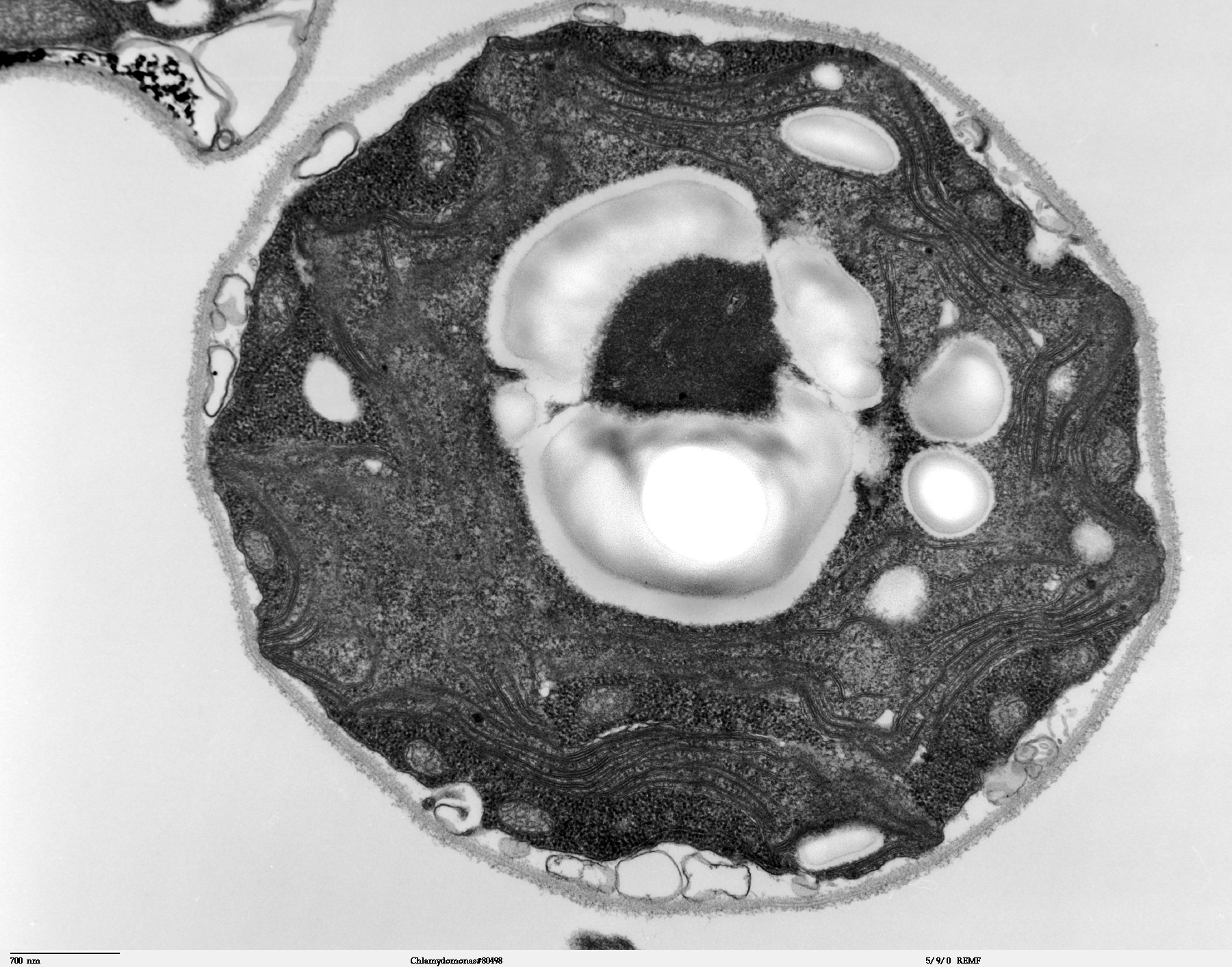
Elektronenmicroscopische opname van Chlamydomanas reinhardtii. Chloroplast met (donkergekleurde) pyrenoïde, met eromheen (kleurloos) zetmeel.

Tijdens de fotosynthese in de chloroplasten wordt zonlicht opgevangen en verwerkt. In de thylakoïde, een membraan-omsloten compartiment in de chloroplast, vindt de eigenlijke fotosynthese plaats. Daarbij worden water en koolstofdioxide omgezet in glucose. De fotosynthese wordt verdeeld in twee processen; de lichtreactie in de membranen van de thylakoïden; en in het stroma de Calvincyclus of donkerreactie. In de lichtreactie wordt water gesplitst in zuurstof en waterstof, en in de donkerreactie vindt er koolstoffixatie plaats, waarbij CO2 wordt vastgelegd in glyceraldehyde-3-fosfaat (G3P of GAP). Uit twee moleculen G3P kan vervolgens glucose worden gevormd.
De vloeistof die de rest van de chloroplast opvult heet stroma. Daarnaast zitten er nog zetmeelkorrels in de chloroplast. Bij hauwmossen en bij sommige algen is er in de plastide een pyrenoïde zichtbaar: een ophoping van het parakristallijne rubisco, het belangrijkste enzym voor de fotosynthese.
Chloroplasten geven een plant zijn groene kleur. Deze groene kleur is toe te schrijven aan de sterke absorptie van het rode en blauwe deel van het spectrum: alleen de groene kleur wordt teruggekaatst.

## Endosymbiontentheorie
De endosymbiontentheorie is de theorie die de herkomst van de mitochondria en chloroplasten in eukaryote cellen verklaart vanuit endosymbiose. Er zijn sterke aanwijzingen dat chloroplasten zich hebben ontwikkeld vanuit foto-autotrofe, eencellige blauwwieren, vergelijkbaar met de evolutie van mitochondria. Deze bacteriën zijn gedurende de evolutie waarschijnlijk een endosymbiose aangegaan met eencellige eukaryoten.
| → chloroplast: | primaire endosymbiotische evolutie van cyanobacterie tot een plastide |
| → rhodoplast:  | evolutie van de plastide tot een rhodoplast                           |
| → dinoplast:   | evolutie van de plastide tot een dinoplast                            |
| → apicoplast:  | evolutie van de plastide door reductie tot een apicoplast             |

| Verwerven van plastiden:                      | Verwerven van plastiden:                                                                                       | Verwerven van plastiden: | Verwerven van plastiden:                                                                                       |
| --------------------------------------------- | --- | ------------------------ | --- |
| I + blauwwier: II + groenwier: II + roodwier: | primaire endosymbiose met blauwwier secundaire endosymbiose met groenwier secundaire endosymbiose met roodwier | → I: → II: → III:        | betrokken bij primaire endosymbiose betrokken bij secundaire endosymbiose betrokken bij tertiaire endosymbiose |

Zo lijkt het genoom van plastiden, zoals chloroplasten, meer op dat van een eencellige, prokaryote blauwwier dan op dat van een eukaryoot. Het DNA van een plastide heeft namelijk een ringvormige structuur en bevat geen histonen. Een tweede overeenkomst is dat mitochondria en plastiden in de cel zich vermenigvuldigen door binaire deling, net als bacteriën.

## Ontwikkeling

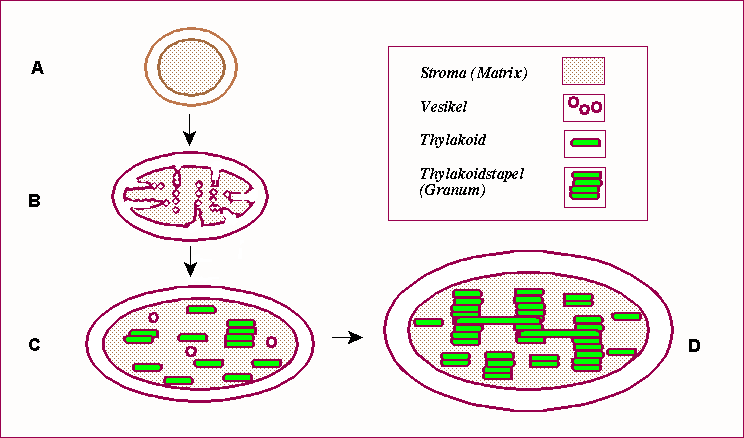
Onder invloed van het licht ontstaat een chloroplast uit een proplastide

Onder invloed van licht ontstaat een bladgroenkorrel uit een proplastide:
- A: De proplastide van een plant in het donker bestaat alleen maar uit een binnen- en buitenmembraan en erfelijk materiaal.
- B: Onder invloed van het licht begint de aanmaak van chlorofyl, fosfolipiden en thylakoïde-proteïnen. Van het binnenmembraan snoeren zich naar binnen toe blaasjes (vesikels) af.
- C: Tijdens het groter worden van de proplastide worden door samensmelting van de blaasjes thylakoïden gevormd. Een proteïne zorgt voor de stapeling van de thylakoïden in grana.
- D: Door de ontwikkeling van de membraansystemen, waarbij de grana met elkaar verbonden worden door lamellen bestaande uit (ongestapelde) stroma-thylakoïden, ontstaat uiteindelijk de chloroplast.

anoxygene fotosynthese · caroteen · carotenoïde · bladgroenkorrel · chloroplast · bladgroen · chlorofyl · fotosynthese · fotosynthetisch pigment · thylakoïde · xanthofyl
Archaeplastida · algen · blauwalgen · Elysia chlorotica
fotoautotroof · fototroof
lichtreacties · fotosysteem I · fotosysteem II · fotolyse van water · Calvincyclus · redoxreactie · rubisco
Jan Baptista van Helmont · Jan Ingenhousz · Joseph Priestley · Theodor Wilhelm Engelmann · Melvin Calvin